# Megachile dalmeidai
Megachile dalmeidai là một loài Hymenoptera trong họ Megachilidae. Loài này được Moure mô tả khoa học năm 1944.